# René Makondele
René Makondele (Kinsasa, 20 de abril de 1982) es un futbolista congoleño. Juega de delantero y su equipo actual es el BK Häcken de la Allsvenskan de Suecia.
Pese a ser congoleño y nacido en ese país, Makondele debutó futbolísticamente en Suecia, donde ha hecho casi gran parte de su carrera futbolística hasta ahora, a excepción de su paso por el Kinshasa City, club donde se formó como jugador. Además, es actualmente seleccionado congoleño donde ha jugado 44 partidos y ha anotado 8 goles.

## Clubes
| Club              | País                            | Año         |
| ----------------- | ------------------------------- | ----------- |
| Kinshasa City     | República Democrática del Congo | 2000 - 2001 |
| Djurgårdens IF    | Suecia                          | 2002 - 2004 |
| Gefle IF (Cedido) | Suecia                          | 2005        |
| Gefle IF          | Suecia                          | 2006 - 2007 |
| Helsingborgs IF   | Suecia                          | 2007 - 2010 |
| BK Häcken         | Suecia                          | 2010 - 2016 |
| Gefle IF          | Suecia                          | 2017        |
| Sandvikens IF     | Suecia                          | 2018 - Act. |